# Максимилијан Волошин
Максимилијан Александрович Кирјенко-Волошин, познатији као Макс Волошин (рус. Максимилиа́н Алекса́ндрович Кирие́нко-Воло́шин; 28. мај 1877 – 8. новембар 1932) био је руски песник. Волошин је био један од значајних представника симболистичког покрета у руској култури и књижевности. Постао је познат као песник и критичар књижевности и уметности, објављиван у многим часописима с почетка 20. века, укључујући Веси, Золотоие руно („Златно руно“) и Аполон. Био је познат по својим преводима низа француских поетских и прозних дела на руски језик.

## Биографија

### Младост
Волошин је рођен у Руској имеперији у Кијеву 1877. Рано детињство провео је у Севастопољу и Таганрогу. Наводно, „његово школовање је укључивало неколико година у Поливановској установи и школи на Криму, где је 1893. године његова мајка купила јефтино земљиште у Коктебелу“. Након средње школе, Волошин је уписао Московски универзитет у „време оживљавања радикалног студентског покрета у Русији“. Волошин је наводно активно учествовао у томе, „што је резултирало његовим избацивањем са Универзитета 1899. године“.
Волошин је „наставио своја путовања уздуж и попријеко по Русији, често пешке“. Године 1900. радио је са експедицијом која је истраживала трасу железничке пруге Оренбург-Ташкент.
По повратку у Москву, Волошин није тражио да се врати на универзитет, већ је наставио своја путовања у западну Европу, Грчку, Турску и Египат. Наводно, „његов боравак у Паризу и путовања широм Француске посебно су дубоко утицали на“ њега и он се вратио у Русију као „прави Парижанин“ . Док су у то време у Русији постојале бројне књижевне групе и трендови, познати као Сребрно доба.
Волошин је остао повучен упркос томе што је „био близак пријатељ многих истакнутих културних личности тог времена“. У стиховима посвећеним Валерију Брјусову написао је: „У твом свету ја сам пролазник, близак свима, а свима странац.
Када је „лудак“ поцепао Рјепиново чувену слику Иван Грозни и његов син Иван, настао је шок код интелектуалаца у Руском царству. Волошин је био једина особа у земљи која је бранила тог човека „јер указује да је то естетски исказ прикладан слици, који је показивао крв и лош укус."
Волошин је имао кратку аферу са госпођицом Сабашњиковом, али су убрзо раскинули, што је дубоко утицало на његов рад. Постепено, Волошин се вратио у Коктебел на Криму, где је провео већи део свог детињства. Његова прва збирка поезије објављена је око 1910. године, а убрзо су уследиле и друге. Његови сабрани есеји објављени су 1914.

### Живот и рад
Током година Првог светског рата, Волошин се у то време у Швајцарској показао као аутор дубоко проницљивих песама, бавећи се филозофски и историјски заснованим истраживањем трагичних догађаја његове савремене Русије. Био је познат по свом хуманизму, апелујући „у данима револуција да се буде човек, а не грађанин“.
На крају се Волошин вратио у Француску, где је остао до 1916. Годину дана пре почетка фебруарске револуције у Русији, Волошин се вратио у своју домовину и настанио се у Коктебелу. Ту би живео до краја живота. Грађански рат који је уследио подстакао је Волошина да напише дугачке песме које повезују оно што се дешавало у Русији са њеном далеком, митологизованом прошлошћу. Касније ће Волошин бити оптужен за најгори грех у књизи совјетских идеолога: држање подаље од политичке борбе између црвених и белих. У ствари, покушао је да заштити беле од црвених и црвене од белих. Његова кућа је данас претворена у музеј. Кућа и даље има тајну просторију којој је скривао људе чији су животи били у опасности.
Наводно, „никада песникова дела нису била тако блиско повезана са местом у коме је живео. Он је у сликама и стиховима поново створио полумитски свет античког народа Кимера. Сликао је пејзаже првобитног источног Крима. Сама природа као да је одговорила на Волошинову уметност. Ако погледате западно од Волошиновог музеја, постоји планина чији је облик невероватно сличан Волошиновом профилу.“
Волошин је преживео грађански рат и двадесетих година 20. века у својој кући подигао бесплатан дом за писце, у складу са својим одбацивањем приватне имовине. Ипак, наставио је да већину своје инспирације црпи из самоће и контемплације природе.
Током последњих година живота стекао је додатно признање као акварелиста. Многа његова уметничка дела данас припадају музејима широм света, док се друга чувају у приватним колекцијама у Русији и иностранству.

## Наслеђе
Иако неки критичари могу приметити да је Волошинова поезија „можда естетски инфериорна у односу на Пастернакову или поезију Ахматове, и да је помало неуједначена“, примећено је да „садржи дубоке филозофске увиде и да нам говори више о руској историји него о дела било ког другог песника“. Чини се да су многи Волошинови коментари пророчки. У нормалној држави, писао је, две класе су ван закона: криминална и владајућа класа. Данас је Русија у потпуности реализовала овај принцип.
Волошинов интегритет и дубоке идеје учинили су га непожељним у Совјетском Савезу, а ниједна његова песма није објављена у СССР-у од 1928. до 1961. Теоретизовало се да би „да није умро 1932. године сигурно постао још једна жртва Великог терора.
„Ово није први пут да, сањајући слободу, градимо нови затвор“, гласи први стих једне од најлепших Волошинових песама.
Волошиново мало село Коктебел на јужно-источном Криму, које је толико инспирисало његову поезију, чува сећање на и наслеђе песника, који је тамо сахрањен на планини која сада носи његово име. Његова „Кућа песника” (сада музеј) и даље привлачи људе из свих крајева света, подсећајући на дане када је њен власник био домаћин небројеним песницима, уметницима, глумцима, научницима, луталицама. Сматра се једним од најистакнутијих песника руског сребрног доба. Неке његове песме су адаптиране уз музику и често су их изводили кантаутори.
Руски прогресивни рок бенд Little Tragedies снимио је музику на три Волошинове песме.

## Дела
- Deafmute Demons (1923)
- Verses on Terror (1923)
- The Ways Of Cain (1923)